# Ordre du Croissant vert
L'ordre du Croissant vert est un ordre honorifique comorien qui a été institué le 3 décembre 1965 par le président Saïd Mohamed Cheikh (arrêté n° 1354 PR-C)
Saïd Mohamed Cheikh a confié à Ahmad Quamar al-Din, reconnu pour ses talents de dessinateur, la conception de la maquette de cette médaille.
La décoration du Croissant Vert des Comores est composée d'une escarbouche de sinople d'où jaillissent huit rais d'or formés chacun de six rayons groupés réunis près de l'escarbouche par une couronne de palme passant alternativement au-dessus et en dessous des rais.

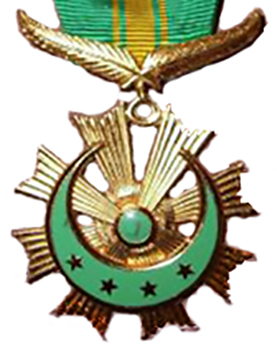
Décoration du Croissant Vert

Il récompense les mérites distingués, militaires ou civils, rendus à l'archipel des Comores. Il remplace d'anciens ordres ministériels et coloniaux.
Il comprend également trois grades : chevalier, officier et commandeur, et deux dignités : grand-officier et grand-croix.
Le président de l'Union est le grand-maître de l’ordre du Croissant vert tandis que les vice-présidents et le grand chancelier des ordres nationaux sont élevés par le président de l'Union à la dignité de grand-croix de l'ordre du Croissant vert.

## Récipiendaires
- Joseph Blatter, élevé chevalier le 3 mars 2010[3].
- Victor Miadana, commandeur, homme politique malgache.
- Juan Carlos Rey Salgado, élevé au rang d'Officier le 25 août 2005.
- S.M. Baudouin, Roi des Belges.
- Michel Raingeard, Député français.
- Saïd M'Roumbaba (alias Soprano), rappeur et chanteur français élevé chevalier le 6 juillet 2018
- Bernard Stasi, Ministre français, Grand Croix.
- Philippe Lacoste, Ambassadeur de France, Chevalier.
- Venkaiah Naidu, vice-président de l'Inde, élevé au rang d'officier en 2019[4].
- Claude Rousseau PDG d'une compagnie aérienne française, en 1969.